# Rivière Pierriche Nord-Ouest
Rivière Pierriche Nord-Ouest är ett vattendrag i Kanada.   Det ligger i provinsen Québec, i den sydöstra delen av landet, 300 km nordost om huvudstaden Ottawa.
I omgivningarna runt Rivière Pierriche Nord-Ouest växer i huvudsak blandskog. Trakten runt Rivière Pierriche Nord-Ouest är nära nog obefolkad, med mindre än två invånare per kvadratkilometer.